# سد سهرین ۲
 سد سهرین۲  یکی از سدهای در حال بهره برداری استان زنجان است.